# Erateina disjecta
Erateina disjecta är en fjärilsart som beskrevs av Paul Dognin 1908. Erateina disjecta ingår i släktet Erateina och familjen mätare. Inga underarter finns listade i Catalogue of Life.